# دانشگاه مدونا
دانشگاه مدونا (به انگلیسی: Madonna University) تأسیس ۱۹۳۷، یکی از دانشگاه‌های خصوصی و کاتولیک ایالات متحده آمریکا بوده و در ایالت میشیگان واقع است. دانشگاه مدونا در حومه شهر است و وسعت پردیس ۱۰۳ هکتار است. از یک تقویم تحصیلی مبتنی بر ترم استفاده می‌کند. رتبه‌بندی دانشگاه مدونا در سال ۲۰۲۲–۲۰۲۳ بهترین کالج‌ها، دانشگاه‌های منطقه ای Midwest، رتبه ۷۵ است.
الهه شعر و موسیقی مدونا(به انگلیسی: Madonna Muse) یک مجلهٔ ادبی سالانه است.

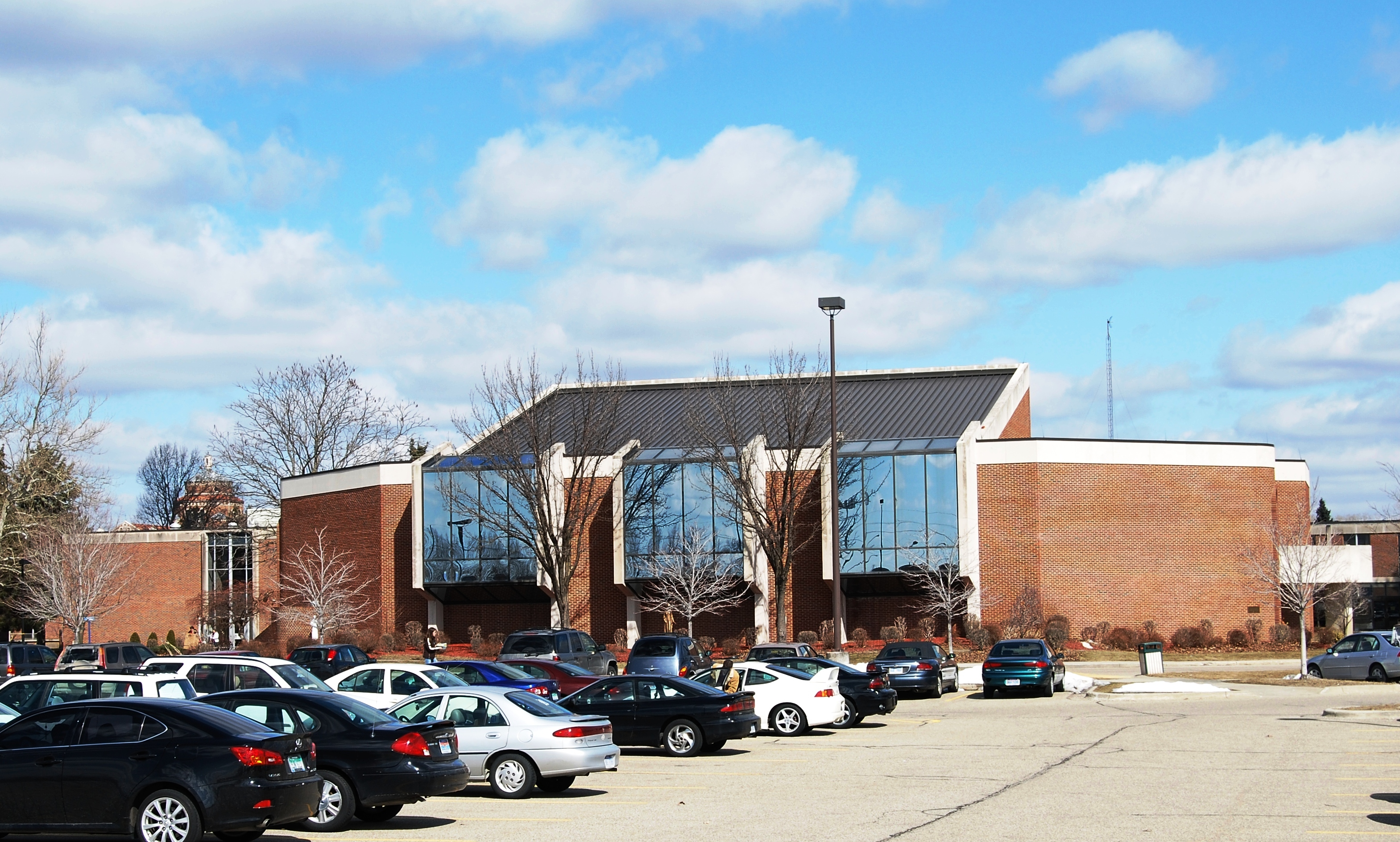
نمایی از دانشگاه